# 拉苏荣
拉苏荣（1947年6月—2022年12月31日），蒙古族，中国内蒙古自治区伊克昭盟（现鄂尔多斯市）杭锦旗人，一级演员，中央民族歌舞团男高音歌唱家。

## 生平
拉苏荣的家乡位于伊克昭盟（现鄂尔多斯市）的库布其沙漠深处，他家是一户普通牧民。5岁时，拉苏荣被选为活佛并坐床，成为伊克昭盟甘珠尔庙第五世葛根。僧名为“索德纳姆罗布森·丹僧诺日布”。几年后，他开始上学。13岁被选入杭锦旗的“乌兰牧骑”，成为一名歌唱演员。从内蒙古艺术学校毕业后，在内蒙古自治区直属乌兰牧骑艺术团工作。他学习到照那斯图、哈扎布蒙古族歌唱家的真传，成为蒙古族长调的继承者，形成了独特的艺术风格。他曾经多次为毛泽东、邓小平、江泽民等党和国家领导人演出，中华人民共和国副主席乌兰夫曾称赞他是“小哈扎布”。
在文化大革命中的内人党事件中，拉苏荣家也遭到不幸。拉苏荣的父亲是位喇嘛，早年曾在英属印度、尼泊尔等南亚国家传教，精通蒙古语、藏语、汉语、印地语四种语言，后来取得藏传佛教格西学位。因为常到寺庙讲经，并常同国外僧人来往信件，拉苏荣的父亲在“内人党事件”中被诬为里通外国的印度特务，被割去舌头后投入黄河而死。因受内人党事件影响，在拉苏荣的父亲去世前，拉苏荣的妻子便已同拉苏荣离婚。拉苏荣的父亲死后，拉苏荣用微薄的工资养活母亲及两个正在上学的妹妹，拉苏荣和前妻还育有儿子。
1979年，拉苏荣同周恩来的侄女周秉建结婚。1994年，拉苏荣和妻子周秉建来到北京，拉苏荣调入中央民族歌舞团担任男高音独唱演员。
拉苏荣是中央民族歌舞团男高音歌唱家、一级演员、教授，中国音乐家协会会员、中国作家协会会员、北京市民族联谊会理事、中华海外联谊会理事、蒙古国国际长调协会理事，他还是国家级政府特殊津贴获得者、全国文化系统先进工作者，担任内蒙古自治区政协第四、五、六、七届委员，并且兼任中央民族大学、西南民族大学、内蒙古艺术学院等多所高校的客座教授，和肉孜、蓝剑并称“中国少数民族三大男高音”。 
拉苏荣作为“中蒙两国蒙古族长调民歌联合保护专家工作小组”的中方委员，2005年推动申报蒙古族长调民歌为联合国非物质文化遗产成功。

## 家庭
他的妻子是中国已故总理周恩来的侄女周秉建。1977年5月，内蒙古自治区组织了一个赴朝鲜的友好访问团，访问团由政府官员以及农牧业、工业、教育界等方面代表近20人组成，他和周秉建因同在该访问团而相识。1979年10月1日，二人结婚。 